# نصرت پارسا
نصرت پارسا(۳ اسفند (حوت) ۱۳۴۷، کابل - ۱۸ خرداد (جوزا) ۱۳۸۴ در ونکوور) خواننده و آهنگساز اهل افغانستان بود.

## زندگی
پارسا از همان دوران کودکی، شروع به آموختن مبادی موسیقی کلاسیک و آوازخوانی از محمدحسین سرآهنگ کرد. به سبب ناامنی‌ها در افغانستان، نصرت و خانواده‌اش ناچار از ترک وطن به مقصد هندوستان شدند. وی در هند نیز به آموختن موسیقی (سازهای طبلا و هارمونیوم) ادامه داد. او سرانجام به آلمان مهاجرت کرد و در آنجا به ارائه آلبوم‌هایش و آهنگسازی برای سایر آوازخوانان پرداخت.
نصرت پارسا سالهای آخر زندگیش را در فرانکفورت اقامت داشت. پارسا در ۱۸ خرداد (جوزا) ۱۳۸۴ در ونکوور کانادا، که به‌قصد تبلیغ و کنسرت آخرین آلبومش (دل) به آن شهر سفر کرده بود، در نزدیکی هتل محل اقامتش مورد ضرب و شتم سه مرد قرار گرفت و از پله‌ها به پایین پرتاب شد که در اثر این حادثه و در ۳۷ سالگی درگذشت. پیکرش به آلمان بازگرداننده و در ماینتس به‌خاک سپرده شد.

## آلبومها
- درگاه - بهار ۱۳۷۱
- دنیا - زمستان ۱۳۷۳
- گهر - تابستان ۱۳۷۵
- سایه - تابستان ۱۳۷۶
- نگاه - تابستان ۱۳۷۷
- ترانه‌های هندی - بهار ۱۳۸۱
- ناز - زمستان ۱۳۸۲
- دل - خزان ۱۳۸۴ (انتشار بعد از فوت)